# Animal (película de 2015)
Animal es una película independiente española de 2015 dirigida por el cineasta Hispano Argentino Fernando Balihaut, que fue estrenada el 21 de abril de 2015 en la sección Zonazine del 18 Festival de Málaga Cine Español, obteniendo la Biznaga de Plata Premio del Público como mejor película. La película fue recibida con división de opiniones por parte de crítica y público al tratar temas tan sensibles como la violencia de género, el sexo y las adicciones de los personajes.

## Sinopsis
Animal es un thriller que narra los acontecimientos de Javier, un joven de 28 años de edad que a pesar de tener novia, se encuentra inmerso en la búsqueda constante de relaciones sexuales con distintas mujeres. Un día, en un parque de Madrid, presencia un violento incidente protagonizado por una pareja, Laura, una joven de 25 años de edad y Martin, un chico cubano de 31 años. Javier conoce casualmente a Laura, con quien comienza una relación paralela, inestable pero intensa. Al poco tiempo Javier se da cuenta de que, sin querer, está metido en medio de la vorágine destructiva de la pareja y sin tener muy claro que hacer, decide ayudar a Laura, poniendo en riesgo su propia vida y sus convicciones morales.

## Producción
En el año 2008 Fernando Balihaut trasladó su residencia a España para intentar probar suerte en Europa, pero la crisis que comenzaba en dicho país, le obligó a trabajar en otros campos que nada tenían que ver con la profesión.
En 2013 a la edad de 30 años, cansado de esperar una oportunidad que no aparecía y con las mismas ganas de contar historias que tenía desde sus inicios, decidió empezar a rodar una película sin el apoyo de una productora, con el dinero que había conseguido ahorrar para comprar el material(cámara, micrófono, luces) y con la ayuda de un pequeño equipo.
Los temas que siempre habían interesado a Balihaut; sexo, violencia, celos, muerte, presentes en cualquier sociedad, pero tratados como algo tabú, eran los que quería que aparecieran en sus historias.
En 2013 con gran parte de la historia definida, decidió proponerle el papel principal a Georbis Martínez, un conocido al que había visto actuar en múltiples ocasiones en teatros madrileños. Para el resto del reparto se publicó un casting en internet , donde fueron seleccionados Bárbara Hermosilla, Fidel Betancourt y el resto de participantes.
El rodaje de Animal duró los tres meses del verano de 2014, no estando exento de problemas, ya que todos los participantes tenían sus propios trabajos, lo que complicaba poder reunir a todo el equipo en un mismo día, al final se contabilizaron 17 días de grabación, con una media de 4 horas diarias de trabajo efectivo.
El presupuesto final de Animal fue de 7000 euros.
Fernando Balihaut se encargó de cámara, fotografía, sonido directo, montaje y etalonaje de la película, este último de forma autodidacta, contando únicamente con la ayuda de un amigo, José Alonso, para el trabajo exterior.
Una vez montada la película, recurrió de nuevo a un anuncio en internet para buscar quien le ayudara en el montaje del sonido y la composición musical, resultando elegidos David Morales y Fran Romguer respectivamente.

## Reconocimientos
Animal ha sido seleccionada, hasta la fecha, por el 18 Festival de Málaga en sección oficial a concurso Zonazine, obteniendo la Biznaga de Plata premio del público a mejor película.
También ha sido seleccionada en el 12 Festival Internacional de Cine de Alicante en sección oficial a concurso, como también en el 3 Festival Internacional de Operas Primas de Extremadura, también en sección oficial a concurso y finalista junto a Requisitos para ser una personal normal y Todos están muertos